# Dimitri Ivanovski
Dimitri Iossífovitx Ivanovski (en rus: Дмитрий Иосифович Ивановский) 1864-1920 va ser un biòleg rus. Va ser qui va descobrir els virus l'any 1892.
Ivanovski va estudiar a la Universitat de Sant Petersburg on el 1887 estudià dues malalties que afectaven el tabac, una d'elles després va ser anomenada virus del mosaic del tabac. Descobrí que les dues malalties eren produïdes per un agent minúscul que no quedava retingut pels filtres de porcellana del laboratori, cosa que no passava amb els bacteris. Va descriure els seus descobriments en un article (1892) i una dissertació (1902). El 1898, el microbiòleg neerlandès Martinus Beijerinck va repetir els experiments d'Ivanovski i es va convèncer que la solució filtrada contenia una nova forma d'agent infecciós que va anomenar virus, "verí" en llatí).